# 玉川湖畔の里
玉川湖畔の里（たまがわこはんのさと）は、愛媛県今治市玉川町龍岡下にある農産物直売施設の愛称。正式名称は今治市玉川龍岡活性化センター（いまばりしたまがわりゅうおかかっせいかセンター）。
国道317号沿いの玉川ダム湖畔に立地している。

## 概要
玉川町（現：今治市）が建設し、1999年4月2日にオープンした。市町村合併により2005年1月、新「今治市」に引き継がれた。
2023年4月より、ありがとうサービスが市から20年間の無償貸与を受け、管理・運営を行っている。
玉川町特産のしいたけをはじめ、朝どりの新鮮な野菜、竹炭、シキミ、手づくりのおはぎ、よもぎもちなど町内の会員が作った商品が販売されている。地元の玉川地区を中心に今治市内の約150人が出品している。

## 館内施設
- 特産品販売所
- 調理室
- 伝統工芸品創作室
- 老人憩いの部屋

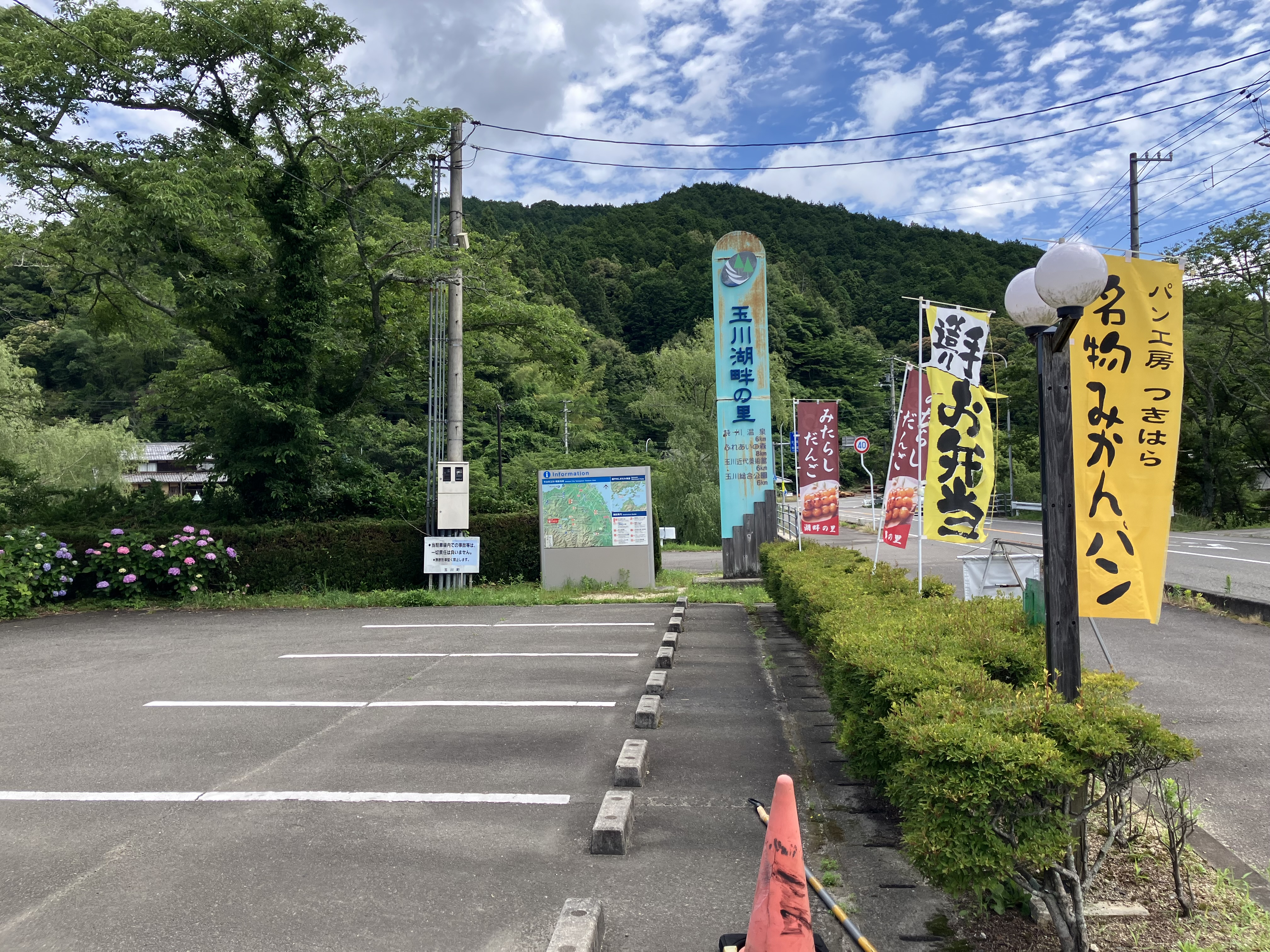
店舗入口（2025年6月）
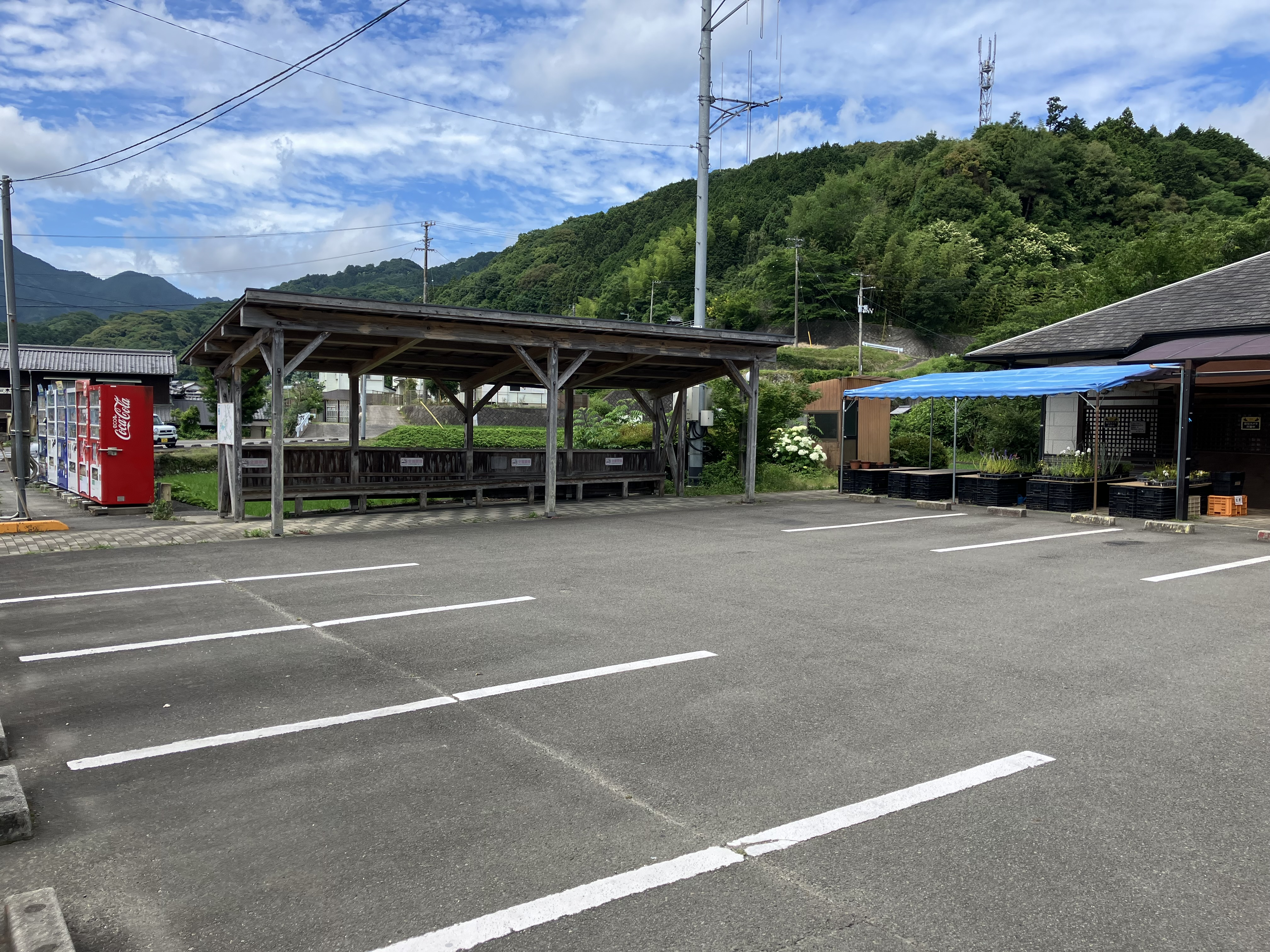
駐車場（2025年6月）
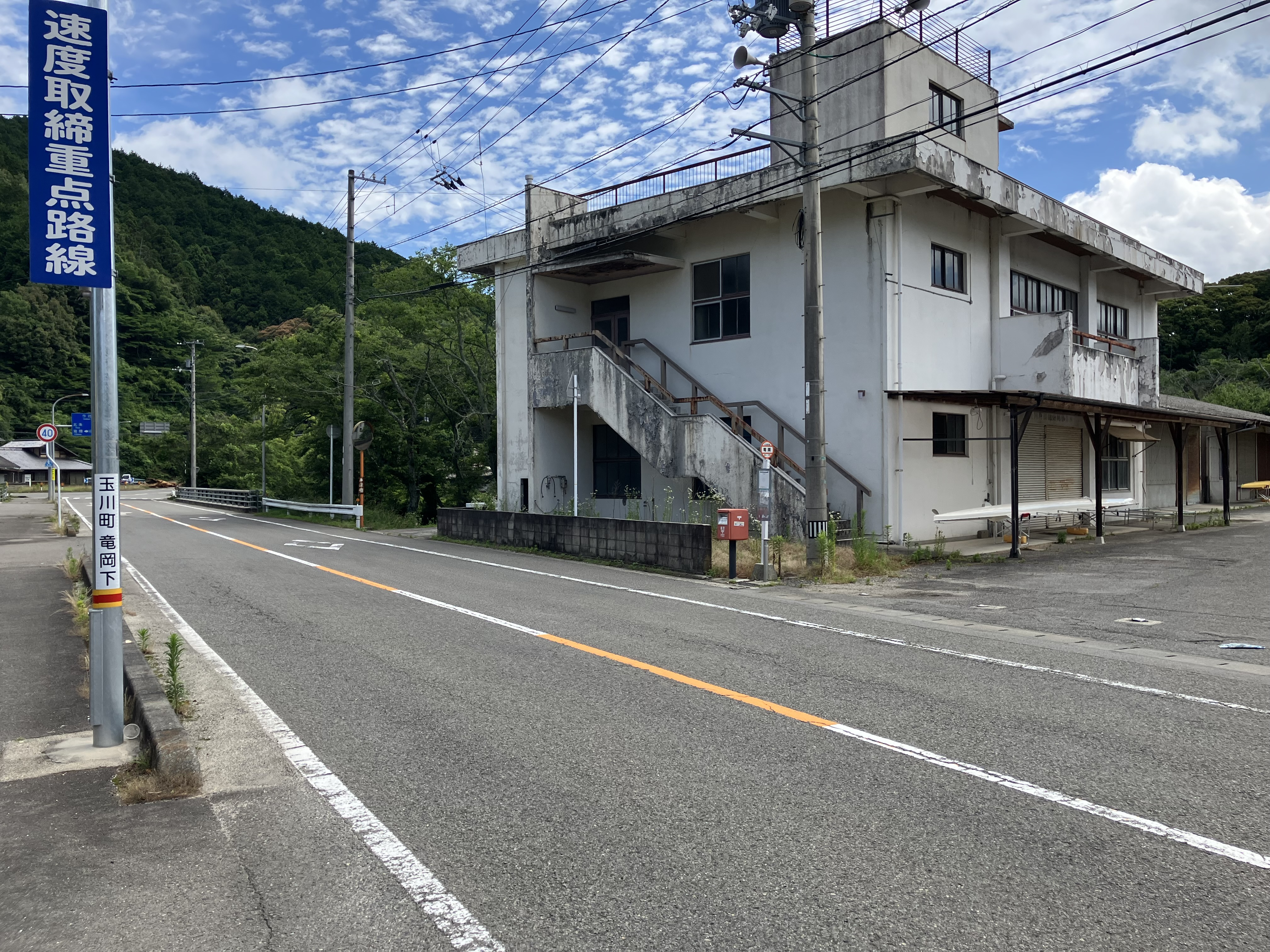
湖畔の里の前にある国道317号線（2025年6月）

## 周辺
- 玉川ダム
- 玉川ダム公園
- 龍岡キャンプ場

## アクセス
- 西瀬戸自動車道今治インターチェンジより車で約20分。
- 今治駅・松山市駅より瀬戸内運輸
  - 特急バス 今治 - 松山線「龍岡」バス停下車、徒歩約1分。